# Документите
„Документите“ е публицистично телевизионно предаване, излъчвано в периода от 3 февруари 2018 до 24 юли 2021 г. по Телевизия Европа, с автор и водещ Антон Тодоров. 

## История
„Документите с Антон Тодоров“ стартира като рубрика на 4 септември 2017 г., част от предаването „Имате думата“ по телевизия Канал 3. Излъчвана е всеки понеделник от 17:30 часа. В нея се показват документи и се разказват автентични истории за прехода в България към демокрация и пазарна икономика и неговите участници. В началото на октомври 2017 г. рубриката е спряна от ефира на Канал 3.
Завръща се отново на 3 февруари 2018 г. ,като предаване по Телевизия Европа, което се излъчва всяка събота от 10:00 до 12:00 часа.